# Terinos lioneli
Terinos lioneli är en fjärilsart som beskrevs av Hans Fruhstorfer 1906. Terinos lioneli ingår i släktet Terinos och familjen praktfjärilar. Inga underarter finns listade i Catalogue of Life.